# Kümmernitz (Dömnitz)
Die Kümmernitz ist ein rechter Nebenfluss der Dömnitz. Sie erstreckt sich im Nordosten des Brandenburger Landkreises Prignitz.

## Name
Der Name leitet sich vom altpolabischen *Komar'nica mit der Bedeutung „Mückenbach“ ab.

## Verlauf
Die Kümmernitz entspringt etwa 400 Meter südlich von Penzlin Süd, Stadt Meyenburg, westlich der Bundesstraße 103. Sie unterquert diese und wendet sich gen Südosten. Nach Unterquerung der Bahnstrecke Neustadt–Meyenburg passiert die Kümmernitz Brügge Ausbau in südlicher Richtung. Südsüdwestlich des Bahnhofs Brügge (Prignitz) auf der Grenze der Gemeinden Gerdshagen und Halenbeck-Rohlsdorf unterquert die Kümmernitz erneut die Bahnstrecke.
Die Kümmernitz fließt in südsüdwestlicher Richtung, bis sie wieder die Bundesstraße 103 unterquert. Nun westsüdwestlich orientiert passiert der Fluss Gerdshagen. Nach Unterquerung der Bundesautobahn 24 speist die Kümmernitz den 51 Hektar umfassenden Preddöhler Stausee, welcher zusätzlich am Südostufer von einem Umlaufgraben umflossen wird.
Von Preddöhl fließt die Kümmernitz westlich gen Mertensdorf, wo sie sich abermals in südsüdwestliche Richtung orientiert. Der Fluss mäandriert nun auf seinem Weg nach Triglitz und weiter bis zur Mündung. Etwa einen halben Kilometer vor Unterquerung der Bahnstrecke Pritzwalk–Putlitz mündet von links der Bach Elsbaek.
Etwa 900 Meter südlich des Dorfes Helle in der Gemeinde Groß Pankow (Prignitz) mündet die Kümmernitz von rechts in die Dömnitz, kurz bevor diese sich von links in die Stepenitz ergießt.